# Nguyễn Hữu Cầu (nhà Nho)
Nguyễn Hữu Cầu (1879-1946), hiệu Giản Thạch, thường được gọi "Ông Cử Đông Tác" là một nhà nho tiến bộ, đồng sáng lập viên trường Đông Kinh Nghĩa Thục (viết tắt ĐKNT) năm 1907 tại Hà Nội.

## Quê hương và dòng họ
Ông là con trai út của cụ Ứng Lân Nguyễn Thụy và là cháu nội của tiến sĩ (năm 1832) Nguyễn Văn Lý, tức cụ Nghè Lý, hoặc cụ Nghè Đông Tác, là hậu duệ đời thứ 13 của dòng họ Nguyễn Đông Tác.
Dòng họ Nguyễn Đông Tác là một trong những dòng họ khoa bảng và lâu đời nhất tại Thăng Long với những tên tuổi như Nguyễn Hy Quang, Nguyễn Trù, Nguyễn Văn Lý...
Ông sinh tại xóm Cam Đường, làng Trung Tự, huyện Hoàn Long, tỉnh Hà Đông cũ; nay thuộc địa bàn tổ dân phố 81A phường Kim Liên (gần phố Đông Tác), quận Đống Đa, Hà Nội. Tên khai sinh là Khai ("mở"), tên đi thi là Hữu Cầu, hiệu Giản Thạch (hòn đá dưới suối), về già lấy hiệu Đông Trì (cái ao phía đông); bà con xóm làng quen gọi là cụ Cử Cầu hoặc cụ Cử Đông Tác (Đông Tác là tên một phường thuộc thành Thăng Long, trong đó có làng Trung Tự).
Ông đỗ cử nhân Hán học khoa thi năm Bính Ngọ (1906).

## Sáng lập trường Đông Kinh Nghĩa Thục
Sinh ra trong một gia đình có truyền thống trung nghĩa, yêu nước, lại được đọc các "Tân thư" chữ Hán từ Trung Quốc truyền sang Việt Nam, Nguyễn Hữu Cầu tiếp thu ảnh hưởng tư tưởng Duy Tân của Nhật Bản, Trung Quốc, đồng thời chịu tác động của các chí sĩ cách mạng tiên tiến Phan Bội Châu, Phan Chu Trinh. Ông cùng với các bạn đồng chí như Lê Đại, Lương Văn Can, Dương Bá Trạc, Nguyễn Kỳ, Vũ Hoành, Hoàng Tăng Bí v.v.. sáng lập trường Đông Kinh nghĩa thục (ĐKNT) và trường này bắt đầu hoạt động từ tháng 3 năm 1907.
Nguyễn Hữu Cầu cùng Lê Đại, Lương Văn Can là 3 biên tập viên chính làm việc trong Ban Tu Thư của ĐKNT, chuyên việc biên soạn hoặc biên dịch các tài liệu tuyên truyền, giáo dục và giảng dạy theo lối mới của ĐKNT. Các tài liệu trên hầu hết không ký tên soạn giả hoặc dịch giả để đề phòng thực dân Pháp, khi chúng đóng cửa trường và đàn áp phong trào này thì đều bị tịch thu, tiêu hủy và cấm tàng trữ, lưu hành, cho nên chỉ còn sót lại vài cuốn (năm 1995, Cục Lưu Trữ Nhà nước Việt Nam cùng Viện Viễn Đông Bác Cổ và nhà xuất bản Văn hoá đã in sách "Văn thơ ĐKNT", trong đó có 3 tài liệu quan trọng là Tân đính Luân lý giáo khoa thư, Quốc dân Độc bản và Quốc dân Tập độc, viết bằng chữ Hán, được dịch ra tiếng Việt và Pháp)

## Bị thực dân Pháp tù đày
Từ năm 1908 trở đi, thực dân Pháp bắt đầu bắt giam các yếu nhân ĐKNT với các tội danh không liên quan tới hoạt động của ĐKNT: Nguyễn Quyền, Lê Đại bị bắt vì liên quan vụ "Đầu độc Hà thành" (1908); Nguyễn Hữu Cầu bị bắt năm 1915 vì việc tổ chức đưa người ra nước ngoài học làm cách mạng bị bại lộ; ông bị kết án 5 năm tù và 5 năm quản thúc, với tội danh "Có âm mưu lật đổ chính phủ Bảo hộ".
Đầu tiên ông bị giam tại nhà tù ở Bắc Giang. Năm 1917, khi nổ ra cuộc khởi nghĩa Thái Nguyên của Đội Cấn, vì sợ các chính trị phạm ở Bắc Giang nổi lên hưởng ứng khởi nghĩa nên Pháp đã đưa Nguyễn Hữu Cầu đi đày tại nhà tù Côn Đảo. Ông bị giam cho tới khi mãn hạn tù và trở về quê năm 1920, nhưng bị quản thúc và cấm lên Hà Nội.

## Sự nghiệp thơ văn và y học
Tết đầu tiên sau khi ra tù, ông khai bút viết "Vãng sự hỗn như mộng. Tình si vị tận hôi", tức "Chuyện cũ dường như mộng. Tình si chửa hẳn tan", ý nói chưa quên việc lớn là cứu nước. Trong bài thơ vịnh mùa hạ của ông có câu: "Tiểu toạ nam phong khán quốc sử. Nhất thanh đỗ vũ đáo trì đường" (Ngồi hóng gió nam xem sử Việt. Bỗng dưng tiếng quốc đến ao nhà".
Tuyết Trai Dương Bá Trạc đến rủ viết cho tạp chí Nam Phong nhưng Nguyễn Hữu Cầu từ chối không hợp tác với Pháp mà tự dịch bộ "Hoàng Hán Y Học", thuê nhà ở Ngã tư Sở (ngày đó thuộc Hà Đông), mở hiệu thuốc Bắc có tên "Lợi Nhân Đường", vừa xem mạch, kê đơn, bốc thuốc vừa dạy Đông y cho các học trò.
Thỉnh thoảng ông còn viết văn thơ bằng chữ quốc ngữ và chữ Nôm, nhưng chủ yếu vẫn bằng chữ Hán, trong đó người đương thời thường nhắc đến cuốn "Y tục luận" (Bàn về cách chữa bệnh cho đời). Ông sở trường về câu đối, nổi tiếng nhất là đôi câu đối chữ Nôm táo bạo đã được Ban Tổ chức Lễ Truy điệu Phan Chu Trinh (1926) tại Hà Nội chọn và treo trước lễ đài: "Ấy ai gánh nước Tây Hồ, tưới vun cõi Lạc trời Hồng, nảy mầm ái quốc. Ngán lũ gọi hồn Nam Việt, nhìn nhận sông Lô núi Tản, vắng bạn đồng thanh". Trên bức tường hoa trước sân nhà, Nguyễn Hữu Cầu cho đắp nổi đôi câu đối chữ Nôm: "Yêu hoa phải mượn tường ngăn gió. Thích nước nên xây bể cạnh nhà", với ẩn ý "Yêu nước".
Năm 1938 ông đoạt giải ba cuộc thi viết về phụ nữ do Hội Khai trí Tiến Đức tổ chức, với tập thơ lục bát "Tân Nữ Huấn ca" (Bài ca dạy người phụ nữ mới) gồm những tư tưởng rất tiến bộ và viết bằng chữ quốc ngữ nên được nhà xuất bản Nhật Nam in ngay.

## Lâm bệnh và qua đời
Từ 1943, do bệnh cũ tái phát, ông bị liệt chân, phải về quê dưỡng bệnh. Khi Cách mạng tháng Tám 1945 thành công, Nguyễn Hữu Cầu bảo con cháu sửa mâm cỗ cúng để ông báo cáo tổ tiên việc nước nhà lại được độc lập. 
Ông mất ngày ngày 13 tháng 7 năm 1946, để lại lời trăng trối với các con: "Anh nào làm được việc thì liệu ra mà gánh vác. Việc tang phải làm thật đơn giản để đem số tiền định dùng vào việc ma chay ấy giúp Quỹ Quốc phòng".

## Đánh giá
Cụ Huỳnh Thúc Kháng, quyền Chủ tịch nước Việt Nam Dân chủ Cộng hòa có gửi câu đối phúng như sau: "Quân diệc quy tự Côn Đảo thiên nhiên học hiệu đường, bễ nhục sinh bi, lão bệnh bất vong thân hậu quốc. Ngã bất liệu vi Trịnh Ngũ yết hậu thi tể tướng, tiêu hà kỷ lạn, dịch kỳ phiên tác cục trung nhân", (dịch ý: "Ông cũng từ trường học thiên nhiên Côn Đảo về, đau lòng vì không hoạt động gì, già ốm không quên việc nước cả sau khi đã thác. Tôi chẳng ngờ làm Tể tướng như ông Trịnh Ngũ viết thơ yết hậu, cán rìu tiều phu sắp nát, đánh cờ lại làm người trong cuộc".
Ông Nguyễn Văn Tố, Trưởng ban Thường trực Quốc hội khóa I có viết bài "Một gương mặt đại sĩ phu" (Une grande figure de lettré) đăng trên báo tiếng Pháp "Le Peuple" số ra ngày ngày 4 tháng 8 năm 1946 (xuất bản tại Hà Nội, do ông Lưu Văn Lợi làm chủ nhiệm), ca ngợi Nguyễn Hữu Cầu là một nhà yêu nước vĩ đại và một nhà thơ ưu tú của dân tộc.
Sinh thời, Nguyễn Hữu Cầu yêu chuộng sự bình đẳng không phân biệt nam nữ hay tuổi tác, bạn bè cần đến đều giúp ngay không từ nan. Ông học rộng, ưa đổi mới, văn thơ đầy lòng yêu nước, khẳng khái trầm hùng, chỉ chú trọng ở ý, không thích phù phiếm nhưng đồng thời rất khiêm tốn, chẳng mấy khi chê bai. Hầu hết tác phẩm của ông bị thất lạc sau các sự kiện ĐKNT và Toàn quốc kháng chiến, nhưng nhìn chung đã được các học giả nổi tiếng thời trước như Minh Viên Huỳnh Thúc Kháng (xem "Thi tù tùng thoại"...), Ứng Hoè Nguyễn Văn Tố, Hoa Bằng Hoàng Thúc Trâm, v.v. nhắc tới và đánh giá cao. Tiểu sử Nguyễn Hữu Cầu đã in trong các sách "Danh nhân Hà Nội" (tập II, Hội Văn nghệ HN xuất bản) và "Tác gia Thăng Long - Hà Nội" (Tô Hoài-Nguyễn Vinh Phúc... biên soạn).

## Tác phẩm
- Y tục luận (Hán ngữ)
- Giản Thạch văn tập (Hán ngữ)
- Hoàng Hán Y Học (biên dịch)
- Tân nữ huấn ca (quốc ngữ)
- Đông Trì thi tập (Hán ngữ)

## Hậu duệ
Nguyễn Hữu Cầu có tám con gồm 4 trai và 4 gái. 
Con trai trưởng là Nguyễn Hữu Tảo (1900-1966), một nhà giáo dục nổi tiếng trong ngành sư phạm Việt Nam. Cụ Nguyễn Hữu Tảo là có nhiều người học trò xuất sắc như Trường Chinh - Cố Tổng bí thư Đảng Cộng sản Việt Nam; Nguyễn Văn Linh; Lưu Văn Lợi (nguyên Trưởng ban biên giới Chính phủ Việt Nam.
Con trai thứ hai Nguyễn Hữu Kha, tức Thiều Chửu (1902-1954), là một học giả và cư sĩ đạo hạnh, người phụ trách xuất bản nhà in Đuốc Tuệ (1936-1945) và cây bút chủ lực của báo Đuốc Tuệ, đã để lại khoảng 80 tác phẩm văn hóa và Phật giáo.
Con trai thứ ba là Nguyễn Xuân Nghiêm, liệt sĩ kháng Pháp, hy sinh năm 1950.
Con gái Nguyễn Thị Quy (1915-1992) là người có sáng kiến làm Bảng tra chữ theo âm Hán-Việt, dùng tra chữ Hán rất tiện và nhanh hơn tra theo bộ thủ khi lần đầu xuất bản Tự điển Hán Việt của Thiều Chửu tại Sài Gòn năm 1966.